# Vuelta al Algarve 2019
La 45.ª edición de la Vuelta al Algarve fue una carrera de ciclismo en ruta por etapas que se celebró en Portugal entre el 20 y el 24 de febrero de 2019 sobre un recorrido de 778,6 kilómetros dividido en 5 etapas, con inicio en la ciudad de Portimão y final en el Alto do Malhão.
La prueba perteneció al UCI Europe Tour 2019 dentro de la categoría 2.HC (máxima categoría de estos circuitos). El vencedor final fue el esloveno Tadej Pogačar del UAE Emirates seguido del danés Søren Kragh Andersen del Sunweb y el neerlandés Wout Poels del Sky.

## Equipos participantes
Tomaron parte en la carrera 24 equipos: 12 de categoría UCI WorldTeam invitados por la organización; 4 de categoría Profesional Continental; y 8 de categoría Continental, formando así un pelotón de 168 ciclistas de los que acabaron 126. Los equipos participantes fueron:
| WorldTeams (12)- Bora-hansgrohe - CCC Team - Deceuninck-Quick Step - Groupama-FDJ - Team Jumbo-Visma - Dimension Data - Katusha-Alpecin - Sky - Team Sunweb - Trek-Segafredo - UAE Team Emirates - Lotto Soudal Equipos continentales profesionales (4)- Caja Rural-Seguros RGA - Cofidis, Solutions Crédits - W52-FC Porto - Wanty-Groupe Gobert Equipos continentales (8)- Ludofoods Louletano Aviludo - Efapel - LA Alumínios-Metalusa - Miranda-Mortágua - RP-Boavista - Sporting-Tavira - UD Oliveirense/InOutbuild - Vito-Feirense-BlackJack |
| |

## Recorrido
La Vuelta al Algarve dispuso de cinco etapas para un recorrido total de 778,6 kilómetros, dividido en dos etapas de montaña, dos etapas llanas y una contrarreloj individual.
| Etapa     | Fecha     | Recorrido             | type                    | Distancia (km) | Ganador           | Líder          |
| --------- | --------- | --------------------- | ----------------------- | -------------- | ----------------- | -------------- |
| 1.ª etapa | 20 de feb | Portimão – Lagos      | etapa llana             | 199,1          | Fabio Jakobsen    | Fabio Jakobsen |
| 2.ª etapa | 21 de feb | Almodôvar – Foia      | etapa de montaña        | 187,4          | Tadej Pogačar     | Tadej Pogačar  |
| 3.ª etapa | 22 de feb | Lagoa – Lagoa         | contrarreloj individual | 20,3           | Stefan Küng       | Tadej Pogačar  |
| 4.ª etapa | 23 de feb | Albufeira – Tavira    | etapa llana             | 198,3          | Dylan Groenewegen | Tadej Pogačar  |
| 5.ª etapa | 24 de feb | Faro – Alto do Malhão | etapa de media montaña  | 173,5          | Zdeněk Štybar     | Tadej Pogačar  |

## Desarrollo de la carrera

### 1.ª etapa
| Portimão - Lagos | etapa llana | (199,1 km) |

| \| Clasificación de la etapa \| Clasificación de la etapa \| Clasificación de la etapa \| Clasificación de la etapa \| Clasificación de la etapa \| \| Ciclista \| Ciclista \| Equipo \| Tiempo \| \| \| ------------------------- \| ------------------------- \| -------------------------- \| ------------------------- \| ------------------------- \| \| 1.º \| Fabio Jakobsen \| Deceuninck-Quick Step \| 4 h 52 min 59 s \| \| \| 2.º \| Arnaud Démare \| Groupama-FDJ \| + 0 s \| \| \| 3.º \| Pascal Ackermann \| Bora-Hansgrohe \| + 0 s \| \| \| 4.º \| Simone Consonni \| UAE Team Emirates \| + 0 s \| \| \| 5.º \| Jasper De Buyst \| Lotto-Soudal \| + 0 s \| \| \| 6.º \| Søren Kragh Andersen \| Team Sunweb \| + 0 s \| \| \| 7.º \| Edward Theuns \| Trek-Segafredo \| + 0 s \| \| \| 8.º \| Jon Aberasturi \| Caja Rural-Seguros RGA \| + 0 s \| \| \| 9.º \| Christophe Laporte \| Cofidis, Solutions Crédits \| + 0 s \| \| \| 10.º \| Neilson Powless \| Team Jumbo-Visma \| + 0 s \| \| |                      |                            |                 |
| |                      |                            |                 |
| Fuente: ProCyclingStats |                      |                            |                 |
| Clasificación de la etapa |                      |                            |                 |
| Ciclista | Ciclista             | Equipo                     | Tiempo          |
| 1.º | Fabio Jakobsen       | Deceuninck-Quick Step      | 4 h 52 min 59 s |
| 2.º | Arnaud Démare        | Groupama-FDJ               | + 0 s           |
| 3.º | Pascal Ackermann     | Bora-Hansgrohe             | + 0 s           |
| 4.º | Simone Consonni      | UAE Team Emirates          | + 0 s           |
| 5.º | Jasper De Buyst      | Lotto-Soudal               | + 0 s           |
| 6.º | Søren Kragh Andersen | Team Sunweb                | + 0 s           |
| 7.º | Edward Theuns        | Trek-Segafredo             | + 0 s           |
| 8.º | Jon Aberasturi       | Caja Rural-Seguros RGA     | + 0 s           |
| 9.º | Christophe Laporte   | Cofidis, Solutions Crédits | + 0 s           |
| 10.º | Neilson Powless      | Team Jumbo-Visma           | + 0 s           |

| \| Clasificación general \| Clasificación general \| Clasificación general \| Clasificación general \| Clasificación general \| \| Ciclista \| Ciclista \| Equipo \| Tiempo \| \| \| --------------------- \| --------------------- \| -------------------------- \| --------------------- \| --------------------- \| \| 1.º \| Fabio Jakobsen \| Deceuninck-Quick Step \| 4 h 52 min 59 s \| \| \| 2.º \| Arnaud Démare \| Groupama-FDJ \| + 0 s \| \| \| 3.º \| Pascal Ackermann \| Bora-Hansgrohe \| + 0 s \| \| \| 4.º \| Simone Consonni \| UAE Team Emirates \| + 0 s \| \| \| 5.º \| Jasper De Buyst \| Lotto-Soudal \| + 0 s \| \| \| 6.º \| Søren Kragh Andersen \| Team Sunweb \| + 0 s \| \| \| 7.º \| Edward Theuns \| Trek-Segafredo \| + 0 s \| \| \| 8.º \| Jon Aberasturi \| Caja Rural-Seguros RGA \| + 0 s \| \| \| 9.º \| Christophe Laporte \| Cofidis, Solutions Crédits \| + 0 s \| \| \| 10.º \| Neilson Powless \| Team Jumbo-Visma \| + 0 s \| \| |                      |                            |                 |
| |                      |                            |                 |
| Fuente: ProCyclingStats |                      |                            |                 |
| Clasificación general |                      |                            |                 |
| Ciclista | Ciclista             | Equipo                     | Tiempo          |
| 1.º | Fabio Jakobsen       | Deceuninck-Quick Step      | 4 h 52 min 59 s |
| 2.º | Arnaud Démare        | Groupama-FDJ               | + 0 s           |
| 3.º | Pascal Ackermann     | Bora-Hansgrohe             | + 0 s           |
| 4.º | Simone Consonni      | UAE Team Emirates          | + 0 s           |
| 5.º | Jasper De Buyst      | Lotto-Soudal               | + 0 s           |
| 6.º | Søren Kragh Andersen | Team Sunweb                | + 0 s           |
| 7.º | Edward Theuns        | Trek-Segafredo             | + 0 s           |
| 8.º | Jon Aberasturi       | Caja Rural-Seguros RGA     | + 0 s           |
| 9.º | Christophe Laporte   | Cofidis, Solutions Crédits | + 0 s           |
| 10.º | Neilson Powless      | Team Jumbo-Visma           | + 0 s           |

### 2.ª etapa
| Almodôvar - Foia | etapa de montaña | (187,4 km) |

| \| Clasificación de la etapa \| Clasificación de la etapa \| Clasificación de la etapa \| Clasificación de la etapa \| Clasificación de la etapa \| \| Ciclista \| Ciclista \| Equipo \| Tiempo \| \| \| ------------------------- \| ------------------------- \| -------------------------- \| ------------------------- \| ------------------------- \| \| 1.º \| Tadej Pogačar \| UAE Team Emirates \| 4 h 58 min 25 s \| \| \| 2.º \| Wout Poels \| Team Sky \| + 1 s \| \| \| 3.º \| Enric Mas \| Deceuninck-Quick Step \| + 3 s \| \| \| 4.º \| Sam Oomen \| Team Sunweb \| + 5 s \| \| \| 5.º \| Amaro Antunes \| CCC Team \| + 7 s \| \| \| 6.º \| David de la Cruz \| Team Sky \| + 21 s \| \| \| 7.º \| João Rodrigues \| W52-FC Porto \| + 24 s \| \| \| 8.º \| Simone Petilli \| UAE Team Emirates \| + 27 s \| \| \| 9.º \| José Herrada \| Cofidis, Solutions Crédits \| + 27 s \| \| \| 10.º \| Michael Valgren \| Dimension Data \| + 49 s \| \| |                  |                            |                 |
| |                  |                            |                 |
| Fuente: ProCyclingStats |                  |                            |                 |
| Clasificación de la etapa |                  |                            |                 |
| Ciclista | Ciclista         | Equipo                     | Tiempo          |
| 1.º | Tadej Pogačar    | UAE Team Emirates          | 4 h 58 min 25 s |
| 2.º | Wout Poels       | Team Sky                   | + 1 s           |
| 3.º | Enric Mas        | Deceuninck-Quick Step      | + 3 s           |
| 4.º | Sam Oomen        | Team Sunweb                | + 5 s           |
| 5.º | Amaro Antunes    | CCC Team                   | + 7 s           |
| 6.º | David de la Cruz | Team Sky                   | + 21 s          |
| 7.º | João Rodrigues   | W52-FC Porto               | + 24 s          |
| 8.º | Simone Petilli   | UAE Team Emirates          | + 27 s          |
| 9.º | José Herrada     | Cofidis, Solutions Crédits | + 27 s          |
| 10.º | Michael Valgren  | Dimension Data             | + 49 s          |

| \| Clasificación general \| Clasificación general \| Clasificación general \| Clasificación general \| Clasificación general \| \| Ciclista \| Ciclista \| Equipo \| Tiempo \| \| \| --------------------- \| --------------------- \| --------------------- \| --------------------- \| --------------------- \| \| 1.º \| Tadej Pogačar \| UAE Team Emirates \| 9 h 51 min 24 s \| \| \| 2.º \| Wout Poels \| Team Sky \| + 1 s \| \| \| 3.º \| Enric Mas \| Deceuninck-Quick Step \| + 3 s \| \| \| 4.º \| Sam Oomen \| Team Sunweb \| + 5 s \| \| \| 5.º \| David de la Cruz \| Team Sky \| + 21 s \| \| \| 6.º \| Søren Kragh Andersen \| Team Sunweb \| + 51 s \| \| \| 7.º \| João Rodrigues \| W52-FC Porto \| + 1 min 29 s \| \| \| 8.º \| Amaro Antunes \| CCC Team \| + 1 min 42 s \| \| \| 9.º \| Neilson Powless \| Team Jumbo-Visma \| + 1 min 46 s \| \| \| 10.º \| Marc Hirschi \| Team Sunweb \| + 1 min 46 s \| \| |                      |                       |                 |
| |                      |                       |                 |
| Fuente: ProCyclingStats |                      |                       |                 |
| Clasificación general |                      |                       |                 |
| Ciclista | Ciclista             | Equipo                | Tiempo          |
| 1.º | Tadej Pogačar        | UAE Team Emirates     | 9 h 51 min 24 s |
| 2.º | Wout Poels           | Team Sky              | + 1 s           |
| 3.º | Enric Mas            | Deceuninck-Quick Step | + 3 s           |
| 4.º | Sam Oomen            | Team Sunweb           | + 5 s           |
| 5.º | David de la Cruz     | Team Sky              | + 21 s          |
| 6.º | Søren Kragh Andersen | Team Sunweb           | + 51 s          |
| 7.º | João Rodrigues       | W52-FC Porto          | + 1 min 29 s    |
| 8.º | Amaro Antunes        | CCC Team              | + 1 min 42 s    |
| 9.º | Neilson Powless      | Team Jumbo-Visma      | + 1 min 46 s    |
| 10.º | Marc Hirschi         | Team Sunweb           | + 1 min 46 s    |

### 3.ª etapa
| Lagoa - Lagoa | contrarreloj individual | (20,3 km) |

| \| Clasificación de la etapa \| Clasificación de la etapa \| Clasificación de la etapa \| Clasificación de la etapa \| Clasificación de la etapa \| \| Ciclista \| Ciclista \| Equipo \| Tiempo \| \| \| ------------------------- \| ------------------------- \| ------------------------- \| ------------------------- \| ------------------------- \| \| 1.º \| Stefan Küng \| Groupama-FDJ \| 24 min 33 s \| \| \| 2.º \| Søren Kragh Andersen \| Team Sunweb \| + 2 s \| \| \| 3.º \| Yves Lampaert \| Deceuninck-Quick Step \| + 5 s \| \| \| 4.º \| Ryan Mullen \| Trek-Segafredo \| + 8 s \| \| \| 5.º \| Tadej Pogačar \| UAE Team Emirates \| + 17 s \| \| \| 6.º \| Arnaud Démare \| Groupama-FDJ \| + 31 s \| \| \| 7.º \| Mads Pedersen \| Trek-Segafredo \| + 36 s \| \| \| 8.º \| Tao Geoghegan Hart \| Team Sky \| + 36 s \| \| \| 9.º \| Nils Politt \| Katusha-Alpecin \| + 42 s \| \| \| 10.º \| Zdeněk Štybar \| Deceuninck-Quick Step \| + 43 s \| \| |                      |                       |             |
| |                      |                       |             |
| Fuente: ProCyclingStats |                      |                       |             |
| Clasificación de la etapa |                      |                       |             |
| Ciclista | Ciclista             | Equipo                | Tiempo      |
| 1.º | Stefan Küng          | Groupama-FDJ          | 24 min 33 s |
| 2.º | Søren Kragh Andersen | Team Sunweb           | + 2 s       |
| 3.º | Yves Lampaert        | Deceuninck-Quick Step | + 5 s       |
| 4.º | Ryan Mullen          | Trek-Segafredo        | + 8 s       |
| 5.º | Tadej Pogačar        | UAE Team Emirates     | + 17 s      |
| 6.º | Arnaud Démare        | Groupama-FDJ          | + 31 s      |
| 7.º | Mads Pedersen        | Trek-Segafredo        | + 36 s      |
| 8.º | Tao Geoghegan Hart   | Team Sky              | + 36 s      |
| 9.º | Nils Politt          | Katusha-Alpecin       | + 42 s      |
| 10.º | Zdeněk Štybar        | Deceuninck-Quick Step | + 43 s      |

| \| Clasificación general \| Clasificación general \| Clasificación general \| Clasificación general \| Clasificación general \| \| Ciclista \| Ciclista \| Equipo \| Tiempo \| \| \| --------------------- \| --------------------- \| --------------------- \| --------------------- \| --------------------- \| \| 1.º \| Tadej Pogačar \| UAE Team Emirates \| 10 h 16 min 14 s \| \| \| 2.º \| Enric Mas \| Deceuninck-Quick Step \| + 31 s \| \| \| 3.º \| Søren Kragh Andersen \| Team Sunweb \| + 36 s \| \| \| 4.º \| Wout Poels \| Team Sky \| + 37 s \| \| \| 5.º \| David de la Cruz \| Team Sky \| + 57 s \| \| \| 6.º \| Sam Oomen \| Team Sunweb \| + 1 min 08 s \| \| \| 7.º \| Zdeněk Štybar \| Deceuninck-Quick Step \| + 2 min 12 s \| \| \| 8.º \| Neilson Powless \| Team Jumbo-Visma \| + 2 min 13 s \| \| \| 9.º \| Marc Hirschi \| Team Sunweb \| + 2 min 35 s \| \| \| 10.º \| Amaro Antunes \| CCC Team \| + 2 min 43 s \| \| |                      |                       |                  |
| |                      |                       |                  |
| Fuente: ProCyclingStats |                      |                       |                  |
| Clasificación general |                      |                       |                  |
| Ciclista | Ciclista             | Equipo                | Tiempo           |
| 1.º | Tadej Pogačar        | UAE Team Emirates     | 10 h 16 min 14 s |
| 2.º | Enric Mas            | Deceuninck-Quick Step | + 31 s           |
| 3.º | Søren Kragh Andersen | Team Sunweb           | + 36 s           |
| 4.º | Wout Poels           | Team Sky              | + 37 s           |
| 5.º | David de la Cruz     | Team Sky              | + 57 s           |
| 6.º | Sam Oomen            | Team Sunweb           | + 1 min 08 s     |
| 7.º | Zdeněk Štybar        | Deceuninck-Quick Step | + 2 min 12 s     |
| 8.º | Neilson Powless      | Team Jumbo-Visma      | + 2 min 13 s     |
| 9.º | Marc Hirschi         | Team Sunweb           | + 2 min 35 s     |
| 10.º | Amaro Antunes        | CCC Team              | + 2 min 43 s     |

### 4.ª etapa
| Albufeira - Tavira | etapa llana | (198,3 km) |

| \| Clasificación de la etapa \| Clasificación de la etapa \| Clasificación de la etapa \| Clasificación de la etapa \| Clasificación de la etapa \| \| Ciclista \| Ciclista \| Equipo \| Tiempo \| \| \| ------------------------- \| ------------------------- \| ------------------------- \| ------------------------- \| ------------------------- \| \| 1.º \| Dylan Groenewegen \| Team Jumbo-Visma \| 4 h 56 min 07 s \| \| \| 2.º \| Arnaud Démare \| Groupama-FDJ \| + 0 s \| \| \| 3.º \| Jasper Philipsen \| UAE Team Emirates \| + 0 s \| \| \| 4.º \| Pascal Ackermann \| Bora-Hansgrohe \| + 0 s \| \| \| 5.º \| Simone Consonni \| UAE Team Emirates \| + 0 s \| \| \| 6.º \| Jasper De Buyst \| Lotto-Soudal \| + 0 s \| \| \| 7.º \| Timothy Dupont \| Wanty-Gobert \| + 0 s \| \| \| 8.º \| Jens Debusschere \| Katusha-Alpecin \| + 0 s \| \| \| 9.º \| Mike Teunissen \| Team Jumbo-Visma \| + 0 s \| \| \| 10.º \| Jon Aberasturi \| Caja Rural-Seguros RGA \| + 0 s \| \| |                   |                        |                 |
| |                   |                        |                 |
| Fuente: ProCyclingStats |                   |                        |                 |
| Clasificación de la etapa |                   |                        |                 |
| Ciclista | Ciclista          | Equipo                 | Tiempo          |
| 1.º | Dylan Groenewegen | Team Jumbo-Visma       | 4 h 56 min 07 s |
| 2.º | Arnaud Démare     | Groupama-FDJ           | + 0 s           |
| 3.º | Jasper Philipsen  | UAE Team Emirates      | + 0 s           |
| 4.º | Pascal Ackermann  | Bora-Hansgrohe         | + 0 s           |
| 5.º | Simone Consonni   | UAE Team Emirates      | + 0 s           |
| 6.º | Jasper De Buyst   | Lotto-Soudal           | + 0 s           |
| 7.º | Timothy Dupont    | Wanty-Gobert           | + 0 s           |
| 8.º | Jens Debusschere  | Katusha-Alpecin        | + 0 s           |
| 9.º | Mike Teunissen    | Team Jumbo-Visma       | + 0 s           |
| 10.º | Jon Aberasturi    | Caja Rural-Seguros RGA | + 0 s           |

| \| Clasificación general \| Clasificación general \| Clasificación general \| Clasificación general \| Clasificación general \| \| Ciclista \| Ciclista \| Equipo \| Tiempo \| \| \| --------------------- \| --------------------- \| --------------------- \| --------------------- \| --------------------- \| \| 1.º \| Tadej Pogačar \| UAE Team Emirates \| 15 h 12 min 28 s \| \| \| 2.º \| Søren Kragh Andersen \| Team Sunweb \| + 29 s \| \| \| 3.º \| Wout Poels \| Team Sky \| + 30 s \| \| \| 4.º \| Enric Mas \| Deceuninck-Quick Step \| + 31 s \| \| \| 5.º \| David de la Cruz \| Team Sky \| + 57 s \| \| \| 6.º \| Sam Oomen \| Team Sunweb \| + 1 min 28 s \| \| \| 7.º \| Zdeněk Štybar \| Deceuninck-Quick Step \| + 2 min 12 s \| \| \| 8.º \| Neilson Powless \| Team Jumbo-Visma \| + 2 min 13 s \| \| \| 9.º \| Marc Hirschi \| Team Sunweb \| + 2 min 35 s \| \| \| 10.º \| Amaro Antunes \| CCC Team \| + 2 min 36 s \| \| |                      |                       |                  |
| |                      |                       |                  |
| Fuente: ProCyclingStats |                      |                       |                  |
| Clasificación general |                      |                       |                  |
| Ciclista | Ciclista             | Equipo                | Tiempo           |
| 1.º | Tadej Pogačar        | UAE Team Emirates     | 15 h 12 min 28 s |
| 2.º | Søren Kragh Andersen | Team Sunweb           | + 29 s           |
| 3.º | Wout Poels           | Team Sky              | + 30 s           |
| 4.º | Enric Mas            | Deceuninck-Quick Step | + 31 s           |
| 5.º | David de la Cruz     | Team Sky              | + 57 s           |
| 6.º | Sam Oomen            | Team Sunweb           | + 1 min 28 s     |
| 7.º | Zdeněk Štybar        | Deceuninck-Quick Step | + 2 min 12 s     |
| 8.º | Neilson Powless      | Team Jumbo-Visma      | + 2 min 13 s     |
| 9.º | Marc Hirschi         | Team Sunweb           | + 2 min 35 s     |
| 10.º | Amaro Antunes        | CCC Team              | + 2 min 36 s     |

### 5.ª etapa
| Faro - Alto do Malhão | etapa de media montaña | (173,5 km) |

| \| Clasificación de la etapa \| Clasificación de la etapa \| Clasificación de la etapa \| Clasificación de la etapa \| Clasificación de la etapa \| \| Ciclista \| Ciclista \| Equipo \| Tiempo \| \| \| ------------------------- \| ------------------------- \| ------------------------- \| ------------------------- \| ------------------------- \| \| 1.º \| Zdeněk Štybar \| Deceuninck-Quick Step \| 4 h 13 min 48 s \| \| \| 2.º \| Søren Kragh Andersen \| Team Sunweb \| + 3 s \| \| \| 3.º \| Wout Poels \| Team Sky \| + 9 s \| \| \| 4.º \| Enric Mas \| Deceuninck-Quick Step \| + 12 s \| \| \| 5.º \| Stephen Cummings \| Dimension Data \| + 17 s \| \| \| 6.º \| Tadej Pogačar \| UAE Team Emirates \| + 18 s \| \| \| 7.º \| João Rodrigues \| W52-FC Porto \| + 24 s \| \| \| 8.º \| Sam Oomen \| Team Sunweb \| + 30 s \| \| \| 9.º \| Tao Geoghegan Hart \| Team Sky \| + 31 s \| \| \| 10.º \| Amaro Antunes \| CCC Team \| + 34 s \| \| |                      |                       |                 |
| |                      |                       |                 |
| Fuente: ProCyclingStats |                      |                       |                 |
| Clasificación de la etapa |                      |                       |                 |
| Ciclista | Ciclista             | Equipo                | Tiempo          |
| 1.º | Zdeněk Štybar        | Deceuninck-Quick Step | 4 h 13 min 48 s |
| 2.º | Søren Kragh Andersen | Team Sunweb           | + 3 s           |
| 3.º | Wout Poels           | Team Sky              | + 9 s           |
| 4.º | Enric Mas            | Deceuninck-Quick Step | + 12 s          |
| 5.º | Stephen Cummings     | Dimension Data        | + 17 s          |
| 6.º | Tadej Pogačar        | UAE Team Emirates     | + 18 s          |
| 7.º | João Rodrigues       | W52-FC Porto          | + 24 s          |
| 8.º | Sam Oomen            | Team Sunweb           | + 30 s          |
| 9.º | Tao Geoghegan Hart   | Team Sky              | + 31 s          |
| 10.º | Amaro Antunes        | CCC Team              | + 34 s          |

## Clasificaciones finales
- Las clasificaciones finalizaron de la siguiente forma:[5]

### Clasificación general
| \| Clasificación general \| Clasificación general \| Clasificación general \| Clasificación general \| Clasificación general \| \| Ciclista \| Ciclista \| Equipo \| Tiempo \| \| \| --------------------- \| --------------------- \| --------------------- \| --------------------- \| --------------------- \| \| 1.º \| Tadej Pogačar \| UAE Team Emirates \| 19 h 26 min 34 s \| \| \| 2.º \| Søren Kragh Andersen \| Team Sunweb \| + 14 s \| \| \| 3.º \| Wout Poels \| Team Sky \| + 21 s \| \| \| 4.º \| Enric Mas \| Deceuninck-Quick Step \| + 25 s \| \| \| 5.º \| Sam Oomen \| Team Sunweb \| + 1 min 40 s \| \| \| 6.º \| Zdeněk Štybar \| Deceuninck-Quick Step \| + 1 min 54 s \| \| \| 7.º \| Neilson Powless \| Team Jumbo-Visma \| + 2 min 50 s \| \| \| 8.º \| Amaro Antunes \| CCC Team \| + 2 min 52 s \| \| \| 9.º \| João Rodrigues \| W52-FC Porto \| + 3 min 27 s \| \| \| 10.º \| Simon Špilak \| Katusha-Alpecin \| + 3 min 47 s \| \| |                      |                       |                  |
| |                      |                       |                  |
| Fuente: ProCyclingStats |                      |                       |                  |
| Clasificación general |                      |                       |                  |
| Ciclista | Ciclista             | Equipo                | Tiempo           |
| 1.º | Tadej Pogačar        | UAE Team Emirates     | 19 h 26 min 34 s |
| 2.º | Søren Kragh Andersen | Team Sunweb           | + 14 s           |
| 3.º | Wout Poels           | Team Sky              | + 21 s           |
| 4.º | Enric Mas            | Deceuninck-Quick Step | + 25 s           |
| 5.º | Sam Oomen            | Team Sunweb           | + 1 min 40 s     |
| 6.º | Zdeněk Štybar        | Deceuninck-Quick Step | + 1 min 54 s     |
| 7.º | Neilson Powless      | Team Jumbo-Visma      | + 2 min 50 s     |
| 8.º | Amaro Antunes        | CCC Team              | + 2 min 52 s     |
| 9.º | João Rodrigues       | W52-FC Porto          | + 3 min 27 s     |
| 10.º | Simon Špilak         | Katusha-Alpecin       | + 3 min 47 s     |

### Clasificación de la montaña
| Clasificación de la montaña | Clasificación de la montaña | Clasificación de la montaña | Clasificación de la montaña | Clasificación de la montaña |
| Ciclista                    | Ciclista                    | Equipo                      | Puntos                      |                             |
| --------------------------- | --------------------------- | --------------------------- | --------------------------- | --------------------------- |
| 1.º                         | Tim Declercq                | Deceuninck-Quick Step       | 15 pts                      |                             |
| 2.º                         | Wout Poels                  | Team Sky                    | 11 pts                      |                             |
| 3.º                         | Tadej Pogačar               | UAE Team Emirates           | 10 pts                      |                             |
| 4.º                         | Amaro Antunes               | CCC Team                    | 8 pts                       |                             |
| 5.º                         | Vicente García de Mateos    | Aviludo-Louletano           | 8 pts                       |                             |
| 6.º                         | David Ribeiro               | LA Aluminios                | 8 pts                       |                             |
| 7.º                         | Enric Mas                   | Deceuninck-Quick Step       | 8 pts                       |                             |
| 8.º                         | Zdeněk Štybar               | Deceuninck-Quick Step       | 6 pts                       |                             |
| 9.º                         | Stefan Küng                 | Groupama-FDJ                | 6 pts                       |                             |
| 10.º                        | Jonas Koch                  | CCC Team                    | 6 pts                       |                             |

### Clasificación por puntos
| Clasificación por puntos | Clasificación por puntos | Clasificación por puntos | Clasificación por puntos | Clasificación por puntos |
| Ciclista                 | Ciclista                 | Equipo                   | Puntos                   |                          |
| ------------------------ | ------------------------ | ------------------------ | ------------------------ | ------------------------ |
| 1.º                      | Pascal Ackermann         | Bora-Hansgrohe           | 29 pts                   |                          |
| 2.º                      | Fabio Jakobsen           | Deceuninck-Quick Step    | 25 pts                   |                          |
| 3.º                      | Dylan Groenewegen        | Team Jumbo-Visma         | 25 pts                   |                          |
| 4.º                      | Wout Poels               | Team Sky                 | 22 pts                   |                          |
| 5.º                      | Jasper De Buyst          | Lotto-Soudal             | 21 pts                   |                          |
| 6.º                      | Tadej Pogačar            | UAE Team Emirates        | 20 pts                   |                          |
| 7.º                      | Søren Kragh Andersen     | Team Sunweb              | 20 pts                   |                          |
| 8.º                      | Enric Mas                | Deceuninck-Quick Step    | 18 pts                   |                          |
| 9.º                      | Jasper Philipsen         | UAE Team Emirates        | 16 pts                   |                          |
| 10.º                     | Zdeněk Štybar            | Deceuninck-Quick Step    | 15 pts                   |                          |

### Clasificación de los jóvenes
| Clasificación del mejor joven | Clasificación del mejor joven | Clasificación del mejor joven | Clasificación del mejor joven | Clasificación del mejor joven |
| Ciclista                      | Ciclista                      | Equipo                        | Tiempo                        |                               |
| ----------------------------- | ----------------------------- | ----------------------------- | ----------------------------- | ----------------------------- |
| 1.º                           | Tadej Pogačar                 | UAE Team Emirates             | 19 h 26 min 34 s              |                               |
| 2.º                           | Neilson Powless               | Team Jumbo-Visma              | + 2 min 50 s                  |                               |
| 3.º                           | Marc Hirschi                  | Team Sunweb                   | + 10 min 40 s                 |                               |
| 4.º                           | Casper Pedersen               | Team Sunweb                   | + 25 min 01 s                 |                               |
| 5.º                           | Hugo Nunes                    | Rádio Popular-Boavista        | + 25 min 38 s                 |                               |
| 6.º                           | Jasper Philipsen              | UAE Team Emirates             | + 26 min 16 s                 |                               |
| 7.º                           | Stan Dewulf                   | Lotto-Soudal                  | + 31 min 11 s                 |                               |
| 8.º                           | Emanuel Duarte                | LA Aluminios                  | + 33 min 24 s                 |                               |
| 9.º                           | João Barbosa                  | Vito-Feirense-Pnb             | + 33 min 29 s                 |                               |
| 10.º                          | Rafael Lourenço               | UD Oliveirense-InOutBuild     | + 34 min 56 s                 |                               |

### Clasificación por equipos
| Clasificación por equipos | Clasificación por equipos | Clasificación por equipos | Clasificación por equipos |
| Equipo                    | Equipo                    | Tiempo                    |                           |
| ------------------------- | ------------------------- | ------------------------- | ------------------------- |
| 1.º                       | Sky                       | 58 h 26 min 14 s          |                           |
| 2.º                       | UAE Team Emirates         | + 2 min 58 s              |                           |
| 3.º                       | Team Sunweb               | + 3 min 40 s              |                           |
| 4.º                       | Deceuninck-Quick Step     | + 5 min 16 s              |                           |
| 5.º                       | Dimension Data            | + 11 min 24 s             |                           |
| 6.º                       | Katusha-Alpecin           | + 14 min 49 s             |                           |
| 7.º                       | W52-FC Porto              | + 15 min 14 s             |                           |
| 8.º                       | Wanty-Groupe Gobert       | + 22 min 57 s             |                           |
| 9.º                       | Caja Rural-Seguros RGA    | + 23 min 53 s             |                           |
| 10.º                      | CCC Team                  | + 23 min 55 s             |                           |

## Evolución de las clasificaciones
| Etapa                   | Vencedor                | Clasificación general | Clasificación de la montaña | Clasificación por puntos | Clasificación de los jóvenes | Clasificación por equipos |
| ----------------------- | ----------------------- | --------------------- | --------------------------- | ------------------------ | ---------------------------- | ------------------------- |
| 1.ª                     | Fabio Jakobsen          | Fabio Jakobsen        | David Ribeiro               | Fabio Jakobsen           | Fabio Jakobsen               | Lotto Soudal              |
| 2.ª                     | Tadej Pogačar           | Tadej Pogačar         | Tadej Pogačar               | Fabio Jakobsen           | Tadej Pogačar                | UAE Emirates              |
| 3.ª                     | Stefan Küng             | Tadej Pogačar         | Tadej Pogačar               | Fabio Jakobsen           | Tadej Pogačar                | Sunweb                    |
| 4.ª                     | Dylan Groenewegen       | Tadej Pogačar         | Tadej Pogačar               | Arnaud Démare            | Tadej Pogačar                | Sunweb                    |
| 5.ª                     | Zdeněk Štybar           | Tadej Pogačar         | Tim Declercq                | Pascal Ackermann         | Tadej Pogačar                | Sky                       |
| Clasificaciones finales | Clasificaciones finales | Tadej Pogačar         | Tim Declercq                | Pascal Ackermann         | Tadej Pogačar                | Sky                       |

## UCI World Ranking
La Vuelta al Algarve otorgó puntos para el UCI World Ranking para corredores de los equipos en las categorías UCI WorldTeam, Profesional Continental y Continental. Las siguientes tablas son el baremo de puntuación y los 10 corredores que obtuvieron más puntos:
| Posición              | 1.º | 2.º | 3.º | 4.º | 5.º | 6.º | 7.º | 8.º | 9.º | 10.º | 11.º | 12.º | 13.º | 14.º | 15.º | 16.º-30.º | 31.º-40.º |
| Clasificación general | 200 | 150 | 125 | 100 | 85  | 70  | 60  | 50  | 40  | 35   | 30   | 25   | 20   | 15   | 10   | 5         | 3         |
| Por etapa             | 20  | 10  | 5   |     |     |     |     |     |     |      |      |      |      |      |      |           |           |
| Líder                 | 5   |     |     |     |     |     |     |     |     |      |      |      |      |      |      |           |           |

| Clasificación |                      |                       |         |       |       |       |
| Posición      | Ciclista             | Equipo                | General | Etapa | Líder | Total |
| ------------- | -------------------- | --------------------- | ------- | ----- | ----- | ----- |
| 1.º           | Tadej Pogačar        | UAE Emirates          | 200     | 20    | 15    | 235   |
| 2.º           | Søren Kragh Andersen | Sunweb                | 150     | 20    | -     | 170   |
| 3.º           | Wout Poels           | Sky                   | 125     | 15    | -     | 140   |
| 4.º           | Enric Mas            | Deceuninck-Quick Step | 100     | 5     | -     | 105   |
| 5.º           | Zdeněk Štybar        | Deceuninck-Quick Step | 70      | 20    | -     | 90    |
| 6.º           | Sam Oomen            | Sunweb                | 85      | -     | -     | 85    |
| 7.º           | Neilson Powless      | Jumbo-Visma           | 60      | -     | -     | 60    |
| 8.º           | Amaro Antunes        | CCC                   | 50      | -     | -     | 50    |
| 9.º           | João Rodrigues       | W52-FC Porto          | 40      | -     | -     | 40    |
| 10.º          | Simon Špilak         | Katusha-Alpecin       | 35      | -     | -     | 35    |